# بيتر كونور
بيتر كونور (بالإنجليزية: Peter Connor)‏ هو راكب الكنو أيرلندي، ولد في 18 مايو 1963.

## وصلات خارجية
- بيتر كونور على موقع أوليمبيديا (الإنجليزية)